# Albert Ferber
Albert Ferber, född 29 mars 1911 i Luzern, död 11 januari 1987 i London, var en schweizisk pianist.
Ferber slog efter studier för bland annat Walter Gieseking och Sergej Rachmaninov igenom 1943 vid de internationella musikfestspelen i hemstaden Luzern och turnerade därefter med stor framgång runtom i Europa. Han medverkade särskilt regelbundet i brittisk radio. Ferber besökte Sverige 1946 och våren 1948.